# Cianuro espumoso
Cianuro espumoso es una novela policial de Agatha Christie, publicada en Estados Unidos por Dodd, Mead and Company en febrero de 1945 con el nombre Remembered Death y en el Reino Unido por la Collins Crime Club en diciembre del mismo año, bajo el título original de Sparkling Cyanide. La versión norteamericana se lanzó a la venta con un precio de dos dólares y la versión británica a ocho chelines y seis peniques (8/6). La primera traducción al español para Editorial Molino fue realizada por Guillermo López Hipkiss.

## Argumento
Todos los participantes en la fiesta de cumpleaños de la bellísima Mari-Rosa (Rosemary en el original) Barton se acuerdan de ella e intentan entender las causas que la llevaron a suicidarse aquella noche. Pero su marido es advertido: ella no se suicidó, fue asesinada.
¿Una reproducción de aquella fiesta podría ayudar a desenmascarar al asesino? Todos los presentes podían haber tenido razones para matarla y el coronel Race, amigo de la familia, investiga hasta dar una respuesta definitiva a este crimen.